# Alex Brima
Alex Tamba Brima (* 23. November 1971 in Yaryah; † 9. Juni 2016 in Kigali, Ruanda), bekannt als Gullit, war ein sierra-leonischer Militär der Sierra Leone Army. Er war führendes Mitglied der 17 Soldaten umfassenden Rebellenorganisation Armed Forces Revolutionary Council (AFRC; 1997–1998) im Bürgerkrieg in Sierra Leone, die im Mai 1997 unter Führung von Johnny Paul Koroma die gewählte Regierung um Ahmad Tejan Kabbah stürzte.

## Leben
Brima war ein Kono. Im April 1985 schloss er sich den Streitkräften Sierra Leones an und stieg bis zum Staff Sergeant auf. 1998 wurde er auf Wunsch von Johnny Paul Koroma in den Obersten Rat des AFRC berufen. Er war fortan Kommandeur des AFRC und der Revolutionary United Front (RUF), die für ihre Kriegsverbrechen und Menschenrechtsverstöße bekannt war.
Brima wurde am 10. März 2003 verhaftet und vor dem Sondergerichtshof für Sierra Leone angeklagt. Prozessauftakt war der 7. März 2005, gemeinsam mit den Anklagen gegen Brima Kamara und Santigie Kanu. Brima wurde am 20. Juni 2007 wegen Verbrechen gegen die Menschlichkeit und Kriegsverbrechen inklusive Mord, Vergewaltigung, Zwangsarbeit und Nutzung von Kindersoldaten schuldig gesprochen. Er erhielt eine Freiheitsstrafe von 50 Jahren, die er bis zu seinem Tod 2016 im Mpanga-Gefängnis in Ruanda verbüßte.
Brima verstarb am 9. Juni 2016 im Alter von 44 Jahren in einem Krankenhaus in der ruandischen Hauptstadt Kigali.